# Andrzej Sokołowski
Andrzej Sokołowski (Komorzno, 23 de novembro de 1948) é um ex-handebolista profissional polaco, medalhista olímpico.
Andrzej Sokołowski fez parte do elenco medalhista de bronze das Olimpíadas de Montreal, em 1976. Ele jogou cinco partidas anotando quatro gols.